# Officine Meccaniche F.lli Peripoli
La Officine Meccaniche F.lli Peripoli, più nota con il marchio Giulietta, è stata una casa motociclistica italiana fondata nel 1957 con sede nella città di Montecchio Maggiore (VI).

## Storia: dalle origini al concordato preventivo
Peripoli aveva sede a Montecchio Maggiore; negli anni cinquanta ha iniziato a costruire moto con propulsori Demm.
Nel 1960, l'attenzione venne spostata su una vasta gamma di ciclomotori e motocicli con motori a due tempi, adottando il marchio "Giulietta", sull'onda del grande successo ottenuto dall'Alfa Romeo Giulietta.

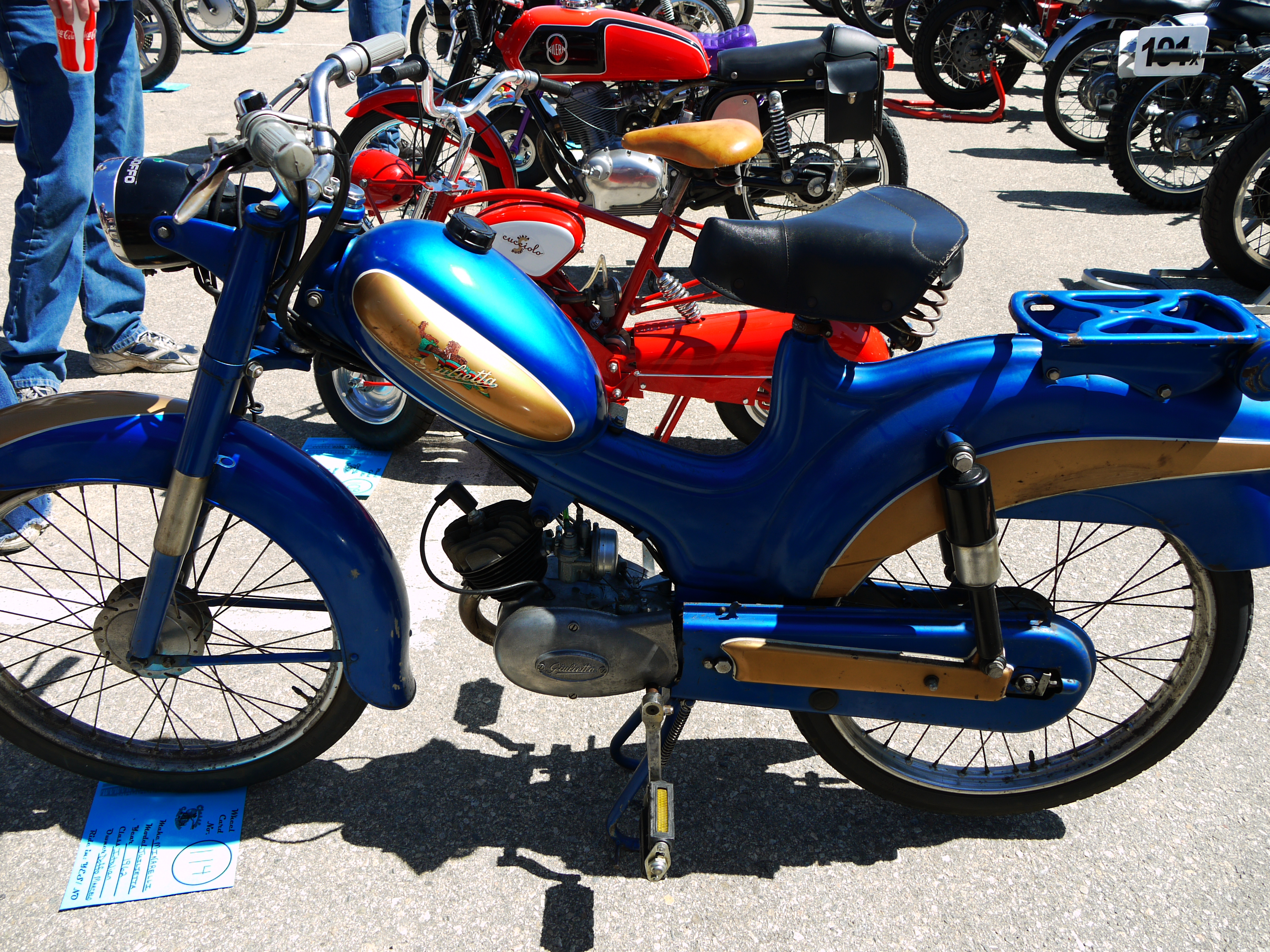
Peripoli Giulietta GT Lusso

Dopo il 1965 l'azienda è diventata la settima casa motociclistica più grande d'Italia, prima di Bianchi e Gilera, tra i vari modelli quello che spicca è la Giulietta Minimoto America, con ruote di diametro medio e un motore a due tempi da 50 cm³, un cambio a quattro rapporti e una velocità di 40 km/h.
L'attività continua anche negli anni settanta e ottanta, con la produzione di modelli come il Nevada, la serie Go, Oxford,
Day e l'originale TIR per il trasporto, tutti con motore Franco Morini 49 cm³.

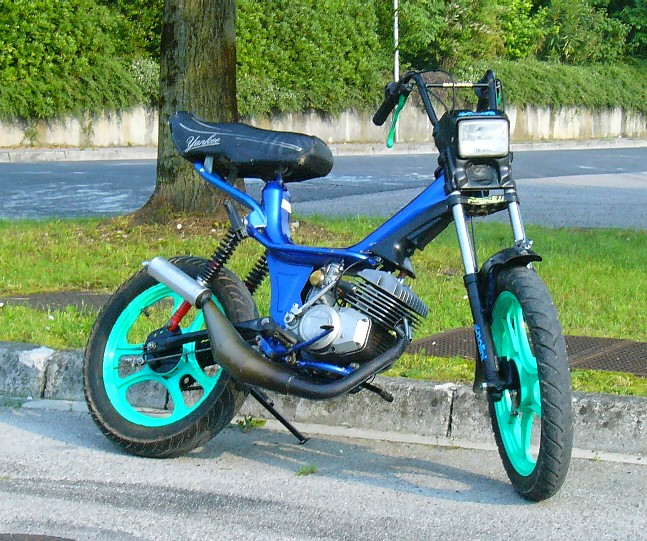
Peripoli Oxford

Sulla scia del grande successo dei ciclomotori, Peripoli mise in commercio una bicicletta la cui estetica era simile a quelle dei ciclomotori. Fatto uso di un telaio di forma uguale a quella del ciclomotore, anche se alleggerito e un po' più spigoloso, a cui erano attaccati dei pezzi di plastica che componevano la carenatura. Vi era una somiglianza spiccata anche per quanto riguarda i cerchi, più piccoli, più leggeri, ma che, sempre come quelli del ciclomotore, erano in acciaio, a tre razze doppie sia nel corpo che nel colore. I freni erano a tamburo nel modello normale, a disco in quella più costosa. Il difetto della bicicletta era l'eccesso di peso, anche se era molto confortevole.
La Peripoli cessó definitivamente la produzione nel 2000.

## Produzione
- Peripoli Giulietta del 1957
- Peripoli Giulietta Sport del 1959
- Peripoli Giulietta GSS del 1961
- Peripoli Giulietta Gran Turismo] / GT Lusso del 1962
- Peripoli Giulietta Sport del 1963
- Peripoli Giulietta GSS del 1966
- Peripoli Giulietta GM del 1968
- Peripoli Giulietta GS del 1968
- Peripoli Giulietta GSA del 1968
- Peripoli Giulietta Setter del 1968
- Peripoli Giulietta Mini Oxford del 1968
- Peripoli Giulietta Trasporto
- Peripoli Giulietta Monster 4 MR
- Peripoli Giulietta Special Monster RC
- Peripoli Oxford
- Peripoli Minimoto Piccolo
- Peripoli Day LX del 1988
- Peripoli Day SX del 1992